# سیارک ۴۸۳۳
سیارک ۴۸۳۳ (به انگلیسی: 4833 Meges، نامگذاری:1989AL2) چهار هزار و هشتصد و سی و سومین سیارک کشف شده‌است که در ۸ ژانویه ۱۹۸۹ کشف شد.
قدر مطلق سیارک برابر ۹٫۱۰ است.